# Tân Hà, Đức Linh
Tân Hà là một xã thuộc huyện Đức Linh, tỉnh Bình Thuận, Việt Nam.

## Địa lý
Xã Tân Hà có vị trí địa lý:
- Phía đông giáp huyện Tánh Linh
- Phía tây giáp tỉnh Đồng Nai
- Phía nam giáp xã Trà Tân
- Phía bắc giáp xã Đức Hạnh.

Xã Tân Hà có diện tích 61,89 km², dân số năm 2015 là 6.100 người, mật độ dân số đạt 99 người/km².

## Hành chính
Xã Tân Hà được chia thành 4 thôn: 1, 2, 3, 4.

## Lịch sử
Ngày 28 tháng 11 năm 1983, Hội đồng Bộ trưởng Quyết định 140-HĐBT về việc chia xã Trà Tân thành hai xã lấy tên là xã Trà Tân và xã Tân Hà.